# Woolstock

Localisation de Woolstock dans l'Iowa.

Woolstock est une petite localité de l'Iowa (États-Unis), située dans le Comté de Wright.

## Histoire
La plupart des premiers habitants s'y sont installés au XIXe siècle, venus en chariots, en provenance d'Alsace, plus précisément du Ban de la Roche. Une église y a été édifiée en 1896.

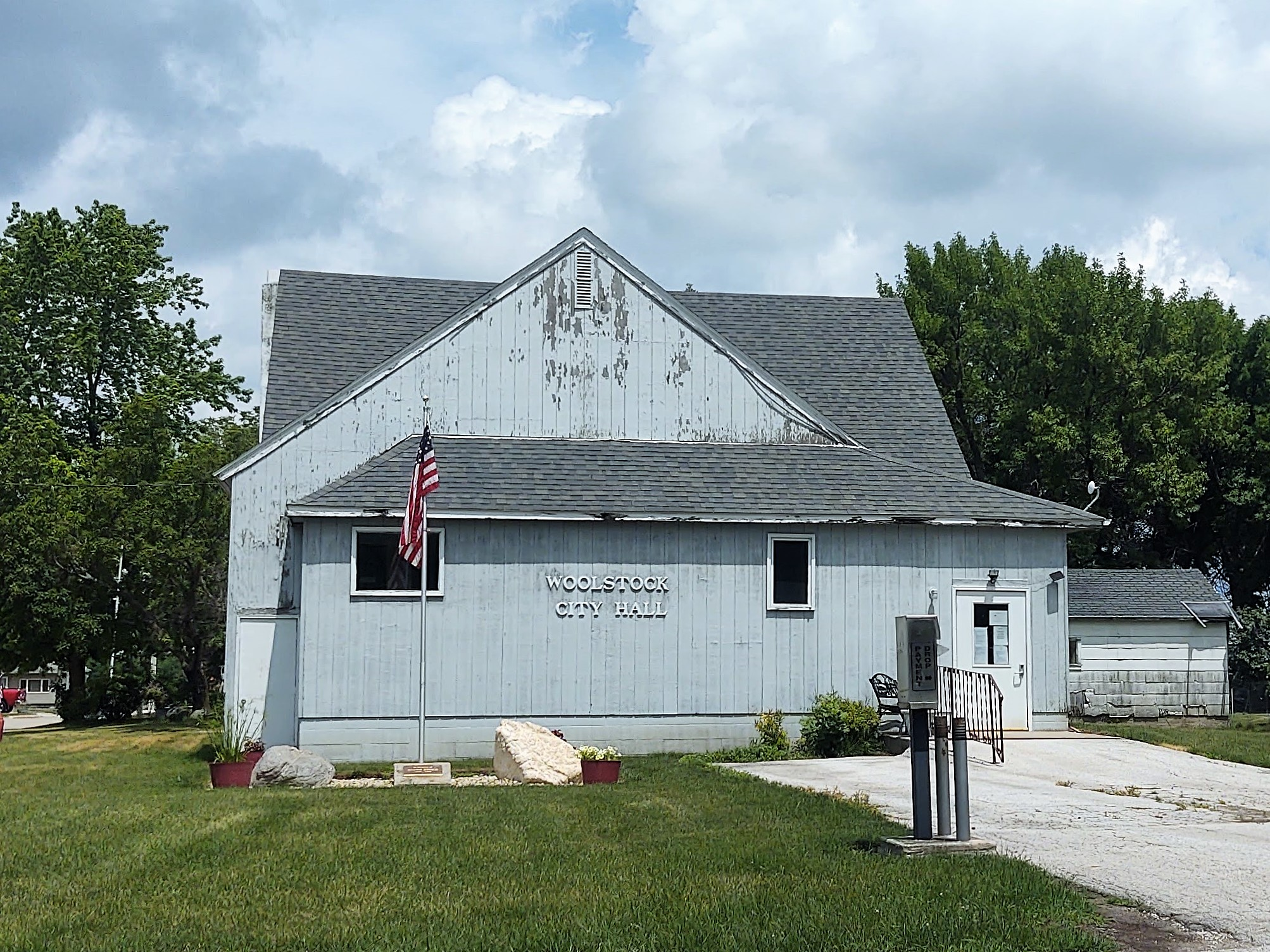
Mairie

## Population
Woolstock comptait 204 habitants lors du recensement de 2000.

## Personnalités nées à Woolstock
- George Reeves (1914-1959), acteur.

## Jumelages
Depuis 1984, la localité est jumelée avec les communes alsaciennes qui faisaient autrefois partie du Ban de la Roche : Bellefosse, Belmont, Fouday, Neuviller-la-Roche, Rothau, Solbach, Wildersbach et Waldersbach.